# Beni Bonzar
Beni Bonzar (en árabe: بني بونصر‎, en francés: Bni Bounsar) es un municipio marroquí en la región de Tánger-Tetuán-Alhucemas. Desde 1912 hasta 1956 perteneció a la zona norte del Protectorado español de Marruecos.